# انجلس
انجلس هي مدينة فلبينية عالية التحضر، تتبع بامبانغا، وCentral Luzon ‏، بلغ عدد سكانها 326٬336  نسمة، في 2010، تبلغ مساحتها 60٫27 كيلومتر مربع، رمزها البريدي هو 2009.

## الموقع
تشترك في الحدود مع:
- Magalang [الإنجليزية]‏
- Bacolor [الإنجليزية]‏
- سان فرناندو، الفلبين.

## التقسيمات الإدارية
- Pandan, Angeles [الإنجليزية]‏.

## أعلام
- دنيس إسبينو
- جاكلين جوزيه
- كرايغ كوفمان
- لوسيا كونانان
- كريستين جونسون
- روني ليانغ
- مانويل روكساس
- فانيسا لاشي